# Imperio de monstruos
Imperio de monstruos (en el inglés original, Monster Rule) es una serie de historietas de Richard Corben de 1968, la primera de cierta entidad de su autor.

## Trayectoria editorial
Imperio de monstruos fue publicada a partir de mayo de 1968 en 3 números sucesivos (12 a 14) del fanzine Voice of the Comicdom, alcanzando un total de 8 páginas. Dos años después, fue reeditada en el número 15 de Weirdom. 
Fue publicada en español por Toutain Editor en un  artbook antológico y biográfico sobre el autor  (Richard Corben, Vuelo a la fantasía).

## Argumento
El agente estelar Alvin Al Jorcus aterriza en el planeta SC-413-3 para acabar con el delincuente Librun, que ha infringido la ley de no intervenir en asuntos de otros planetas. Allí es capturado por los alienígenas kree que gobiernan SC-413-3, sometiendo a sus humanos nativos. Gracias a la ayuda de la kree Narla, con la que mantiene relaciones sexuales, Jorcus logra escapar, sólo para ser capturado por el ejército humano que lidera Librun. Este le propone unirse a su lucha contra los Kree para liberar a los humanos del planeta, pero Alvin prefiere cumplir su misión: Mata a Librun y se marcha de SC-413-3.

## Valoración
Imperio de monstruos es una obra aún tosca, con un excesivo número de viñetas por página. Muestra, sin embargo, una gran variedad de encuadres y adelanta los temas que serían característicos de Richard Corben: El erotismo, los extraterrestres, la violencia o la crítica al estamento militar, siempre desde un punto de vista irónico.
Su calidad, en cualquier caso, es muy superior a la habitual en el comic underground de la época y abrió a su autor las puertas de otras publicaciones.